# 여성으로 태어난 여성
여성으로 태어난 여성(Womyn-born-womyn)이란 태어날 때부터 여자인 여성을 말한다. 1960년대 제2세대 여성주의 당시 만들어진 용어이다. 이에 따르면 성전환자를 비롯한 트랜스여성들은 여성이라고 할 수 없다. womyn이란 woman에 man 이 들어간다고 성차별을 피하기 위해 페미니스트 일각에서 사용하는 철자이다.

## 같이 보기
- 문화 여성주의
- 성별격리
- 여성전용공간
- 여성주의와 성전환
- 트랜스포비아